# ВМЗ-4252
ВМЗ-4252 «Олимп» — российский полунизкопольный городской автобус, выпускавшийся на Вологодском механическом заводе с декабря 2007 года по февраль 2011 года.

## История
Впервые автобус ВМЗ-4252 был представлен в октябре 2007 года. За его основу было взято шасси КАМАЗ-5297-3902004В. Также выпускались троллейбусы, получившие название ВМЗ-5298.01-50 «Авангард».
В апреле 2008 года первый серийный экземпляр был представлен на выставке КомТранс-2008. Кроме городских автобусов вместимостью 100 человек, существуют также пригородные модели ВМЗ-42521 вместимостью 87 человек и укороченные типа «Олимп-midi».
Автобусы оснащены дизельными двигателями внутреннего сгорания Cummins 6ISBe270B экологического класса Евро-3.
Производство завершилось в феврале 2011 года.

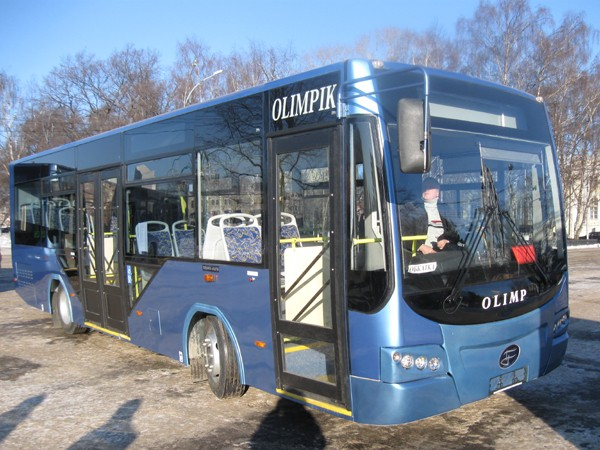
ВМЗ-425220 «Олимпик»

Также в феврале 2012 года было выпущено 2 испытательных автобуса ВМЗ-425220 «Олимпик».